# 克萊頓冰川
克萊頓冰川（英語：Clayton Glacier），是南極洲的冰川，位於南喬治亞島，最終注入島嶼灣的森塞特港，由英國南極名稱諮詢委員會命名，現時由英國海外領土管轄。